# Мадридська консерваторія
Мадридська королівська консерваторія (ісп. Real Conservatorio Superior de Música de Madrid) — провідний вищий освітній заклад Іспанії в галузі музики. Розташована в Мадриді.
Консерваторія була заснована указом короля Фердинанда VII від 15 липня 1830 року та перебувала спочатку під опікою королеви Марії Христини. Заняття почалися 1 січня 1831 року, але урочисте відкриття відбулося лише 2 квітня. Громадянська війна, що вибухнула незабаром, на довгі роки зробила фінансове становище консерваторії вкрай ненадійним, а керівництво нею здійснювали державні чиновники, що опинилися за сумісництвом музикантами-аматорами, і лише з переїздом консерваторії до приміщення щойно відкритого у 1852 році Королівського театру, навчальний процес стабілізувався. В 1857 р. була проведена реформа системи навчання, що розділила викладання на початковий курс і курс вищої майстерності. Подальше вдосконалення системи викладання пов'язано з керівництвом Томаса Бретона, що очолив консерваторію на початку XX століття. В 1925 р. будівлю театру було оголошено в аварійному стані та закрито, і протягом наступних сорока років консерваторія мандрувала по різних приміщеннях, повернувшись в будівлю театру лише 1966 року. До 1990 році для консерваторії було нарешті зведено спеціальний будинок.

## Керівники консерваторії
- Франческо П'єрмаріні (1830 — 1838)
- Антоніо Тенрейро Монтенегро, граф Віго (1838 — 1841)
- Хосе Аранальде (1842 — 1846)
- Хуан Феліпе Мартінес Альмагро (1848 — 1851)
- Хуан Флоран, маркіз Табуерніга (1851 — 1853)
- Хоакін Марія Феррер Кафранга (1853 — 1856)
- Вентура де ла Вега (1857 — 1865)
- Іларіон Еслава та Хуліан Ромеа [1] (1865 — 1868)
- Еміліо Аррієта (1868 — 1894)
- Хесус де Монастеріо (1894 — 1897)
- Ільдефонсо Химено (1897 — 1901)
- Томас Бретон (1901 — 1911)
- Енріке Фернандес Барбос (1912)
- Сесіліо де Рода-і-Лопес (1912)
- Томас Бретон (1913 — 1921)
- Антоніо Фернандес Бордас (1921 — 1939) [2]
- Немєс Отан (1940 — 1956)
- Хесус Гурідо (1956 — 1961)
- Хосе Кубілес (1962 — 1964)
- Крістобаль Альфтер (1964 — 1966)
- Франсіско Калес Отеро (1966 — 1970)
- Хосе Морено Баскуньяна (1970 — 1979)
- Мігель дель Барко Гальєго (1979 — 1983)
- Педро Лерма Леон (1983 — 1985)
- Енкарнасьон Лопес де Ареноса (1985 — 1987)
- Карлос Есбрі (1987 — 1988)
- Мігель дель Барко Гальєго (1988 — 2008)
- Ансельмо Ігнасіо де ла Кампа Діас (2008 — 2012)
- Ана Гуіхарро Малагон (c 2012 р.)